# Valentino Fioravanti
Valentino Fioravanti (Roma, 11 de setembro de 1764 - Cápua, 16 de junho de 1837) foi um célebre compositor italiano.

## Biografia
Fioravanti nasceu nos Estados Pontifícios, e faleceu no Reino das Duas Sicílias.
Foi um dos melhores compositores de ópera buffa entre Domenico Cimarosa e Gioacchino Rossini. Foi especialmente popular em Nápoles.
Suas obras incluem cerca de 70 óperas, sendo a mais famosa Le cantatrici villane de 1799. 
Seu filho Vincenzo Fioravanti (1799-1877) também se tornou um célebre compositor de ópera buffa, escrevendo 35 óperas.

## Obras
- Camilla
- Il furbo contr'il furbo
- Il fabbro Parigino
- I virtuosi ambulanti
- I viaggiatori ridicoli
- Le cantatrici villane